# كوينتين بريور
كوينتين بريور (بالإنجليزية: Quentin Pryor)‏ مواليد 26 يوليو 1983 في يوربا، هو لاعب كرة سلة أمريكي معتزل. بدأ مسيرته الاحترافية في سنة 2007. يبلغ طوله 6 قدم 4 بوصة (1.9 م). اعتزل اللعب في 2014.

## المسيرة الاحترافية
لعب مع فينيكس هاغن في الدوري الألماني من سنة 2008 إلى 2011، ثم لعب مع كابفنبيرغ بولز في موسم 2012–2013، ثم لعب مع أيه إي كي لارنكا في سنة 2014.

## روابط خارجية
- كوينتين بريور على موقع كرة السلة الأوروبية.كوم (الإنجليزية)
- كوينتين بريور على موقع كلية كرة السلة في سبورتس رفرنس.كوم (الإنجليزية)
- كوينتين بريور على موقع ريلجم (الإنجليزية)
- كوينتين بريور على موقع بروبوليرز (الإنجليزية)